# Rhynchosia calvescens
Rhynchosia calvescens là một loài thực vật có hoa trong họ Đậu. Loài này được Meikle miêu tả khoa học đầu tiên.